# Дубки (аэродром)
Дубки — спортивный аэродром города Саратов. На аэродроме базируется Саратовский Аэроклуб им. Ю. А. Гагарина ДОСААФ, где выполняются спортивные прыжки с парашютом и тренировки спортсменов-вертолётчиков.
Взлётно-посадочная полоса грунтовая. В связи с ограничениями грунтовой полосы полёты и прыжки с парашютом проводятся летом и в начале осени, а также с середины зимы до схода снега. Общая площадь аэродрома 287 га. Вблизи аэродрома проходят автомобильные дороги Волгоград-Самара, Москва-Уральск (Казахстан).
Основной деятельностью Саратовского аэроклуба им. Ю. А. Гагарина ДОСААФ является развитие и популяризация парашютного и вертолётного спорта.
На аэродроме Дубки совершаются ознакомительные и тренировочные прыжки с парашютом (с десантным парашютом, специальной учебной системой «Крыло» и в парашютной системе — «тандем»), полёты на самолетах и вертолётах. Также проводятся соревнования (региональные) по парашютному и вертолётному спорту. Прыжки с парашютом выполняются с самолёта Ан-2 и вертолёта Ми-2.

## История аэроклуба
- Открыт в 1930 году как небольшая школа Осоавиахима, в распоряжении которой имелось всего два учебных самолёта.
- В 1933-м школе передано 18 самолётов По-2; преобразована в аэроклуб. Здание аэроклуба в Саратове находилось на улице Рабочая 22, там происходили теоретические занятия.
- В начале 1950-х По-2 сменены на более современные самолёты — УТ-2 и Як-18.

- 26 октября 1954 года к занятиям в аэроклубе приступил Юрий Алексеевич Гагарин — четверокурсник Саратовского индустриального техникума. В общей сложности он выполнил 196 полётов и налетал 42 часа 23 минуты. Кроме этого, освоил курс парашютной подготовки. Первый прыжок он совершил 14 марта 1955 года. Летом 1955-го Гагарин с отличием окончил техникум, а в октябре того же года — аэроклуб. Оценки: материальная часть самолёта — «отлично», мотор — «отлично», самолётовождение — «отлично», аэродинамика — «отлично»; общая выпускная оценка — «отлично».
- В 1964 году на базе аэроклуба создан учебный авиационный центр областного комитета ДОСААФ СССР, готовивший пилотов вертолётов Ми-2.
- В апреле 1974 Постановлением Совета Министров РСФСР центру было присвоено имя лётчика-космонавта Героя Советского Союза полковника Юрия Алексеевича Гагарина.
- В начале 1990-х центр расформирован, на его основе вновь создан аэроклуб.
- 29 сентября 2020 года Саратовскому аэроклубу имени Ю.А. Гагарина исполнилось 90 лет.

Среди выпускников аэроклуба — двадцать девять Героев Советского Союза. Что же касается легендарной личности Гагарина, то и сегодня в Саратовском аэроклубе ДОСААФ работают люди, которые не только помнят Юрия Алексеевича, но и были знакомы с ним лично.

## Реконструкция аэроклуба
В 2020 году по инициативе и поддержке Председателя Государственной Думы Володина, за счет благотворительных средств, в аэроклубе им. Ю.А. Гагарина началась масштабная реконструкция. 
В июне 2020 года аэроклуб получил статус достопримечательного места регионального значения.
По итогам 2021 года, в рамках первого этапа, в аэроклубе в Дубках проведен ремонт существующего здания штаба аэроклуба, здания КПП, построены 2 ангара для техники, подъездные дороги, тротуары, парковочные площадки. Произведено озеленение территории.
В январе 2022 года аэроклуб им. Гагарина в Дубках стал победителем Всероссийского конкурса «Облик современного аэроклуба». Концепция развития под названием «Делая новое, сохраняем старое», которая уже воплощается в жизнь, заняла первое место.
Второй этап (январь-июль 2022): завершено строительство двухэтажного гостиничного комплекса на 18 номеров, в котором смогут останавливаться все желающие.
В мае аэроклуб стал перевалочным пунктом для участников соревнований по авиационным гонкам на Кубок Великой Победы, который проходил в Волгограде.
Третий этап (июль-октябрь 2022): строительство новой взлетно-посадочной полосы с асфальтовым покрытием и возможностью посадки воздушных судов весом до 12 тонн. В том числе полосу можно будет использовать для санитарной авиации. 
В сентябре 2022 на территории аэроклуба прошли сборы специалистов парашютно-десантной и поисково-спасательной службы.
Кроме того, в сентябре в аэроклубе прошел след любителей малой авиации. Впервые авиаторы съезжались в Саратов в 2021 году, когда был завершен первый этап реконструкции.

## Галерея

Штаб аэроклуба вблизи